# Hurricane (1999)
Hurricane ist ein Film von 1999 mit Denzel Washington, der das Leben des 1966 zu Unrecht zu lebenslanger Haft wegen Mordes verurteilten Boxers Rubin Carter beschreibt.

## Inhalt
Der Film erzählt den Kampf des Boxers Rubin „Hurricane“ Carter gegen seine Verurteilung zu einer dreifach lebenslangen Gefängnisstrafe, die im Jahr 1966 wegen angeblich begangener Morde gegen ihn verhängt worden ist. In einer Parallelhandlung wird geschildert, wie sich ein Jugendlicher aus Brooklyn für Carters Fall interessiert und seine Freunde davon überzeugt, sich für die Aufhebung des Urteils gegen Carter einzusetzen.

## Zum Film
Denzel Washington war für seine Darstellung für den Oscar nominiert. Obwohl der Film sich auf wahre Begebenheiten stützt, nahmen die Macher sich große künstlerische Freiräume, wodurch der Film in der US-amerikanischen Presse kontrovers diskutiert wurde. So wird beispielsweise die kriminelle Vergangenheit Carters nur am Rande erwähnt. Weiter wird Washington in einer Uniform mit Auszeichnungen gezeigt, welche Carter nie erhalten hat. In einer Szene am Anfang des Films geht der Sieg in einem Kampf aufgrund einer rassistischen Jury an Joey Giardello. Tatsächlich hat dieser den Kampf aber regulär gewonnen. Er hat daraufhin die Produzenten verklagt; der Streit wurde außergerichtlich beigelegt; angeblich wurden ihm 300.000 Dollar gezahlt. Manche Zeitungen schrieben, dass diese Kontroversen Washington den Oscar gekostet hätten.
Das Drehbuch zum Film basiert auf der Autobiografie Carters The 16th Round und der Biografie Lazarus and the Hurricane der Autoren Sam Chaiton und Terry Swinton. Letztere war zunächst auch der Arbeitstitel des Films.

## Hintergrund
Der Film wurde unter anderem im East Jersey State Prison gedreht.

## Kritiken
„Der mit konventionellen erzählerischen Mitteln stilsicher inszenierte Film versteht sich nicht als Sportlerporträt, sondern reflektiert anhand eines prominenten Falls die Rassenproblematik in den Vereinigten Staaten. Ein parteinehmender, ‚politisch korrekter‘ Film, der vor allem durch die außerordentliche Leistung des Hauptdarstellers besticht.“

## Auszeichnungen
Denzel Washington gewann 2000 für seine Darstellung einen Golden Globe Award und auf der Berlinale 2000 einen Silbernen Bären. Außerdem wurde er für den Oscar nominiert, unterlag dort aber Kevin Spacey.